# 1282 Утопија
1282 Утопија (енгл. 1282 Utopia) је астероид главног астероидног појаса са пречником од приближно 53,07 .
Афел астероида је на удаљености од 3,506 астрономских јединица (АЈ) од Сунца, а перихел на 2,720 АЈ.
Ексцентрицитет орбите износи 0,126, инклинација (нагиб) орбите у односу на раван еклиптике 18,066 степени, а орбитални период износи 2006,614 дана (5,493 година).
Апсолутна магнитуда астероида је 10,00 а геометријски албедо 0,062.
Астероид је откривен 17. августа 1933. године.